# Малая Хузи
Малая Хузи — река на острове Сахалин. Впадает в Охотское море. Протекает по территории Смирныховского городского округа Сахалинской области. Длина реки составляет — 32 км, площадь водосборного бассейна — 129 км².

## Данные водного реестра
По данным государственного водного реестра России относится к Амурскому бассейновому округу.
Код объекта в государственном водном реестре — 20050000212118300002689.